# Anatoliy Volodymyrovych Trubin
Anatoliy Volodymyrovych Trubin (tiếng Ukraina: Анатолій Володимирович Трубін; sinh ngày 1 tháng 8 năm 2001) là một cầu thủ bóng đá chuyên nghiệp người Ukraina hiện đang thi đấu ở vị trí thủ môn cho câu lạc bộ Benfica tại Primeira Liga và Đội tuyển bóng đá quốc gia Ukraina.

## Sự nghiệp câu lạc bộ

### Shakhtar Donetsk
Trubin sinh ra ở Donetsk và bắt đầu sự nghiệp cầu thủ trẻ của mình tại Azovstal-2 Mariupol.
Anh gia nhập học viện của Shakhtar Donetsk vào năm 2014. Vào tháng 2 năm 2019, anh bắt đầu tập luyện cùng đội một và được gọi lên đội hình ra sân chính của Shakhtar tại trận đấu UEFA Europa League gặp Eintracht Frankfurt. Anh ra mắt chuyên nghiệp vào ngày 26 tháng 5 và giữ sạch lưới trong chiến thắng 4–0 trước Mariupol tại trận này.
Trubin đã có bước đột phá trong mùa giải 2020–21 sau khi anh thay thế huyền thoại câu lạc bộ Andriy Pyatov trong đội hình ra sân. Anh ra sân 30 lần trong mùa giải này. Đồng thời, anh cũng ra mắt tại Champions League tại trận chiến thắng 3–2 trên sân khách trước Real Madrid vào ngày 21 tháng 10 năm 2020 cùng với hai trận giữ sạch lưới trước Inter Milan. Hơn nữa, anh được người hâm mộ Shakthar công nhận là cầu thủ xuất sắc nhất của Shakhtar mùa giải này.
Vào ngày 23 tháng 2 năm 2023, Trubin được mệnh danh là cầu thủ xuất sắc nhất trận đấu sau khi anh thực hiện ba pha cứu thua trong loạt sút luân lưu để giúp Shakhtar tiến tới vòng 16 trong trận lượt về vòng play-off UEFA Europa League sau khi Shakhtar hòa 3–3 với Rennes. Anh ra sân 28 tại giải vô địch quốc gia và giữ sạch lưới 14 lần để giúp Shakhtar giành chức vô địch.
Vào tháng 7 năm 2023, khi hợp đồng của Trubin với Shakhtar chỉ còn một năm, Shakhtar đã đàm phán với Inter Milan về khả năng chuyển nhượng anh để thay thế André Onana, người vừa rời Inter để chuyển sang Manchester United. Tuy nhiên, cuộc đàm phán giữa hai câu lạc bộ đã đổ vỡ sau khi Inter không đáp ứng được mức giá mà Shakhtar yêu cầu. Trong khi đó, Trubin công khai yêu cầu rời câu lạc bộ. Ngay sau đó, Benfica bày tỏ sự quan tâm đến việc có được sự phục vụ của Trubin khi hai câu lạc bộ tiến hành đàm phán.

### Benfica
Vào ngày 10 tháng 8 năm 2023, Trubin gia nhập câu lạc bộ Primeira Liga Benfica sau khi ký hợp đồng có thời hạn đến năm 2028 với một vụ chuyển nhượng trị giá 10 triệu euro cộng với 1 triệu euro tùy theo mục tiêu, với Shakhtar Donetsk cũng được hưởng 40% lợi nhuận bán trong tương lai.
Tại những trận đầu tiên của mùa giải, Trubin vẫn là phương án dự phòng cho Samuel Soares, người đã thay thế vị trí của Odysseas Vlachodimos sau khi Vlachodimos rời câu lạc bộ và chuyển đến Nottingham Forest. Trubin ra mắt vào ngày 16 tháng 9 tại Primeira Liga tại trận chiến thắng 2-1 trên sân khách trước Vizela. Sau trận đấu, huấn luyện viện của đội, Roger Schmidt, nói rằng ông đã cho Soares chơi một vài trận trong khi Trubin thích nghi với đội và có được sự tự tin.

## Sự nghiệp quốc tế
Trubin từng thi đấu cho các đội tuyển bóng đá trẻ Ukraine ở các cấp độ U-16, U-17, U-18, U-19 và U-21 với tổng số 31 lần ra sân. Anh được Andrey Shevchenko triệu tập vào đội tuyển quốc gia vào ngày 5 tháng 3 năm 2021 để tham dự vòng loại FIFA World Cup 2022 gặp Pháp, Phần Lan và Kazakhstan.
Anh ra mắt đội tuyển quốc gia vào ngày 31 tháng 3 trong trận đấu vòng loại World Cup gặp Kazakhstan. Trubin được đưa vào đội tuyển tham dự Euro 2020. Sau khi kết thúc với tư cách là một trong những đội đứng thứ ba có thành tích tốt nhất, Ukraine cuối cùng đã bị Anh loại ở tứ kết vào ngày 3 tháng 7 sau khi thất bại 0-4 tại Sân vận động Olimpico ở Rome.

## Thống kê sự nghiệp

### Câu lạc bộ
Tính đến 12 tháng 11 năm 2023
| Câu lạc bộ          | Mùa giải            | Giải vô địch             | Giải vô địch | Giải vô địch | Cúp quốc gia | Cúp quốc gia | Cúp Liên đoàn | Cúp Liên đoàn | Châu lục | Châu lục | Khác | Khác | Tổng cộng | Tổng cộng |
| Câu lạc bộ          | Mùa giải            | Hạng đấu                 | Trận         | Bàn          | Trận         | Bàn          | Trận          | Bàn           | Trận     | Bàn      | Trận | Bàn  | Trận      | Bàn       |
| ------------------- | ------------------- | ------------------------ | ------------ | ------------ | ------------ | ------------ | ------------- | ------------- | -------- | -------- | ---- | ---- | --------- | --------- |
| Shakhtar Donetsk    | 2018–19             | Ukrainian Premier League | 1            | 0            | 0            | 0            | —             | —             | 0        | 0        | 0    | 0    | 1         | 0         |
| Shakhtar Donetsk    | 2019–20             | Ukrainian Premier League | 7            | 0            | 0            | 0            | —             | —             | 0        | 0        | 0    | 0    | 7         | 0         |
| Shakhtar Donetsk    | 2020–21             | Ukrainian Premier League | 21           | 0            | 0            | 0            | —             | —             | 9        | 0        | 0    | 0    | 30        | 0         |
| Shakhtar Donetsk    | 2021–22             | Ukrainian Premier League | 12           | 0            | 0            | 0            | —             | —             | 6        | 0        | 0    | 0    | 18        | 0         |
| Shakhtar Donetsk    | 2022–23             | Ukrainian Premier League | 28           | 0            | 0            | 0            | —             | —             | 10       | 0        | —    | —    | 38        | 0         |
| Shakhtar Donetsk    | Tổng cộng           | Tổng cộng                | 69           | 0            | 0            | 0            | —             | —             | 25       | 0        | 0    | 0    | 94        | 0         |
| Benfica             | 2023–24             | Primeira Liga            | 7            | 0            | 0            | 0            | 1             | 0             | 4        | 0        | 0    | 0    | 12        | 0         |
| Tổng cộng sự nghiệp | Tổng cộng sự nghiệp | Tổng cộng sự nghiệp      | 76           | 0            | 0            | 0            | 1             | 0             | 29       | 0        | 0    | 0    | 106       | 0         |

1. ↑  Ra sân năm lần tại UEFA Champions League, ra sân bốn lần tại UEFA Europa League
2. 1 2  Ra sân tại UEFA Champions League
3. ↑  Ra sân sáu lần tại UEFA Champions League, ra sân bốn lần tại UEFA Europa League

### Quốc tế
Tính đến 20 tháng 11 năm 2023
| Đội tuyển quốc gia | Năm       | Số trận | Số bàn |
| ------------------ | --------- | ------- | ------ |
| Ukraina            | 2021      | 2       | 0      |
| Ukraina            | 2022      | 1       | 0      |
| Ukraina            | 2023      | 7       | 0      |
| Tổng cộng          | Tổng cộng | 10      | 0      |

## Danh hiệu

### Câu lạc bộ

#### Shakhtar Donetsk
- Giải bóng đá Ngoại hạng Ukraina: 2018–19, 2019–20, 2022–23
- Cúp bóng đá Ukraina: 2018–19

#### Cá nhân
- Giải bóng đá Ngoại hạng Ukraina - Thủ môn của năm: 2021–22,[15] 2022–23[16]
- Đội hình xuất sắc nhất UEFA Champions League: 2020[17]
- Đội tuyển bóng đá nam (U-20) trẻ thế giới nam IFFHS: 2021[18]